# Vetenskapsåret 1994

## Händelser

### Astronomiochrymdfart
- 3 februari - Då Sergej Krikaljov får följa med Discovery, som startar från Kennedy Space Center, blir han första ryska kosmonaut att få åka med en amerikansk rymdfärja.[1]
- 25 maj - En partiell månförmörkelse inträffar [2].
- 16-29 juli - Explosiva fragment från sönderslitna kometen Shoemaker–Levy 9 träffar Jupiter.[1]
- 20 juli - 25-årsminnet av  USA:s landstigning på Månen uppmärksammas.[1]
- 21 juli – R. Ibata, M. Irwin och G. Gilmore upptäcker Sagittarius Dwarf Elliptical Galaxy, en satellitgalax till Vintergatan. Den anses vara den galax som ligger närmast Vintergatan fram till 2003.[3]
- 23 juli - Amerikanska rymdfärjan Columbia återvänder efter 14 dagar, 17 timmar och 55 minuter i rymden, och har därmed noterat sitt andra långflygningsrekord för rymdfärjor.[1]
- 3 november - En total solförmörkelse är från Jorden synlig i Peru, Brasilien och Sydatlanten [2].
- Okänt datum -  8C 1435+63 upptäcks och blir med z=4.25 den från Jorden mest avlägsna galax människan känner till.[4][5]
- Okänt datum - Hubbleteleskopet ger bilder från av Plutos och Charons yta.

### Biologi
- 10 september - Wollemitall ('Wollemia'), tidigare bara känt från fossiler, upptäcks i den avlägsna regnskogens ravins i Wollemi nationalpark i New South Wales av David Noble.[6]
- Okänt datum - Dingiso eller trädkängurer på Västra Nya Guinea syns för första gången av vetenskapsmän.[7]

### Matematik
- Okänt datum - Andrew Wiles bevisar Fermats stora sats.

### Medicin
- 27 augusti - En vit kvinna i Tottenham rapporteras ha fött ett tvillingpar bestående av en svart pojke och en vit dotter.[1]
- Oktober – Den första demonstrationen av Cochranedatabasen görs.[8]

### Teknik
- 17 oktober - Svensk patent Klickgolv (patent-nr SE 501014),[9] Välinge Innovation AB

## Pristagare
- Copleymedaljen: Charles Frank
- Darwinmedaljen: Peter Lawrence
- Davymedaljen: John Meurig Thomas
- Fieldsmedaljen: Jefim Isaakovitj Zelmanov, Pierre-Louis Lions, Jean Bourgain och Jean-Christophe Yoccoz
- Göran Gustafssonpriset:
  - Molekylär biologi: Klas Kärre
  - Fysik: Antti Niemi
  - Kemi: Håkan Wennerström
  - Matematik: Torsten Ekedahl
  - Medicin: Rikard Holmdahl
- Ingenjörsvetenskapsakademien utdelar Stora guldmedaljen till Torsten Hägerstrand, Lennart Johansson och Carl Nyrén
- Nobelpriset:[10]
  - Fysik: Bertram N. Brockhouse, Clifford G. Shull
  - Kemi: George A. Olah
  - Fysiologi/Medicin: Alfred G. Gilman, Martin Rodbell
- Steelepriset: Louis de Branges, Ingrid Daubechies och Louis Nirenberg
- Sylvestermedaljen: Peter Whittle
- Turingpriset: Edward Feigenbaum och Raj Reddy
- Wollastonmedaljen: William Jason Morgan [11]
- Fernströmpriset: Anders Bill[1]

## Avlidna
- 9 februari – Howard M. Temin, amerikansk genetiker, nobelpristagare.
- 17 april – Roger W. Sperry, amerikansk neurolog, nobelpristagare.
- 29 juni – Dorothy Crowfoot Hodgkin, brittisk kemist, nobelpristagare.
- 16 juli – Julian Schwinger, amerikansk fysiker, nobelpristagare.
- 18 augusti – Richard Synge, brittisk biokemist, nobelpristagare.
- 19 augusti – Linus Pauling, amerikansk kemist, nobelpristagare.[1]
- 30 september – André Lwoff, fransk mikrobiolog, nobelpristagare.
- 7 oktober – Niels K. Jerne, dansk immunolog, nobelpristagare.